# Golden Bay / Mohua
Golden Bay / Mohua es una bahía poco profunda y con forma de paraboloide en Nueva Zelanda, cerca del extremo norte de la Isla del Sur. Es un brazo del mar de Tasmania y se encuentra al noroeste de la bahía de Tasmania / Te Tai-o-Aorere y del estrecho de Cook. Está protegida en el norte por Farewell Spit, un brazo de 26 km de arena fina y dorada que es el arenal más largo del país. Los ríos Aorere y Tākaka son las principales vías fluviales que desembocan en la bahía desde el sur y el oeste.
Forma parte de la región de Tasmania, una de las entidades territoriales de Nueva Zelanda.
La bahía fue en su día una zona de descanso para las ballenas y delfines migratorios, como las ballenas francas australes y las ballenas jorobadas, y también se pueden observar ballenas azules pigmeas frente a la bahía.
Las regiones occidental y septentrional de la bahía están prácticamente despobladas. A lo largo de su costa sur se encuentran las ciudades de Tākaka y Collingwood, y el parque nacional Abel Tasman. Separation Point, el límite natural entre las bahías Golden y de Tasmania, se encuentra en el parque. El noreste del parque nacional de Kahurangi se encuentra en la Golden Bay.
Es conocida por ser un popular destino turístico, por su buen clima y su estilo de vida relajado y agradable. Playas como Tata Beach son lugares populares para los jubilados y las casas de vacaciones. 

## Nombre

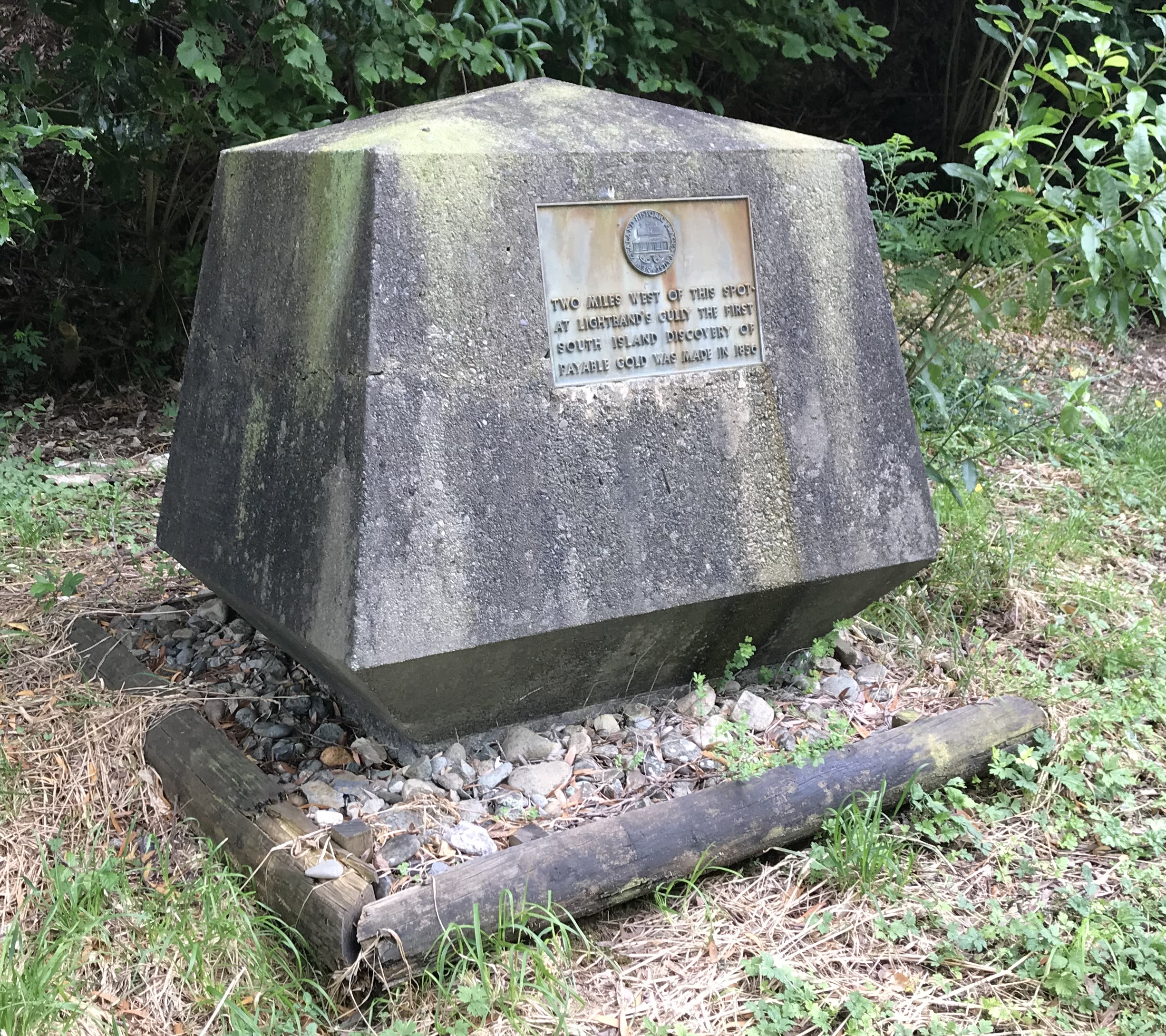
El monumento de Lightband Gully en Parapara conmemora el descubrimiento de oro y este acontecimiento dio a la zona parte de su nombre actual

El nombre oficial es Golden Bay / Mohua.
Los maoríes llamaban a la zona Mohua, posiblemente en honor al pájaro. Sin embargo, el pájaro mohua ya no se encuentra en la Isla del Sur. En 1642, Abel Tasman llamó a la bahía Moordenaarsbaai, que significa "Bahía de los Asesinos", después de que cuatro de sus tripulantes murieran allí en un enfrentamiento con los maoríes. En 1770, Cook la incluyó como parte de la bahía de Tasmania, a la que llamó "Blind Bay". 50 años después, Dumont d'Urville la bautizó como Massacre Bay, pero tras el descubrimiento de carbón en Takaka en 1842 pasó a llamarse Coal Bay. En 1857, se encontró oro cerca del interior de Parapara, lo que provocó otro cambio, esta vez a Golden Bay.

## Historia

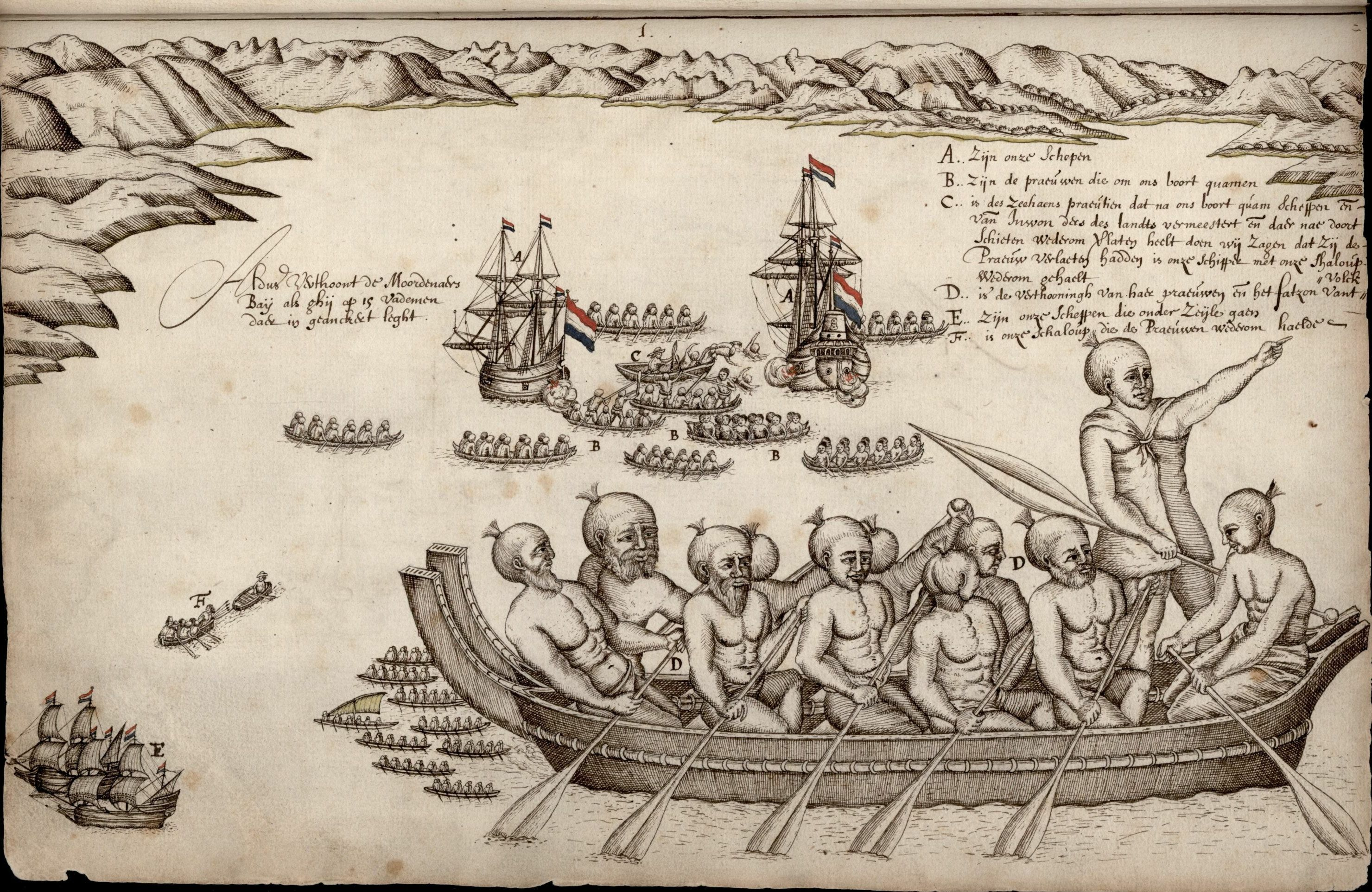
Abel Tasman y una partida de guerra Ngāti Tūmatakōkiri en 1642.

Los maoríes vivían a lo largo de las costas de Golden Bay desde al menos 1450, que es la evidencia arqueológica fechada más antigua (a partir de la datación por carbono) que se ha encontrado. En 2010, un equipo de la Universidad de Otago, dirigido por el profesor asociado Ian Barber, realizó un extenso estudio científico de Golden Bay, en el que se trazaron e investigaron con precisión un gran número de antiguos yacimientos maoríes, desde pā hasta kāinga y probables jardines kumara, que se extienden a lo largo del arco costero, desde la base de Farewell Spit en Triangle Flat, a 60 km al este, hasta un yacimiento de pā a 10 km al este de Separation Point. Algunos de los habitantes originales de la zona eran Waitaha, Ngāi Tara y Ngāti Wairangi (Hauāuru Māori de Whanganui), que fueron desplazados por Ngāti Tūmatakōkiri a principios del siglo XVII.
El explorador holandés Abel Tasman ancló en esta bahía en 1642. Los Ngāti Tūmatakōkiri embistieron el barco holandés con una waka y cuatro marineros holandeses murieron a manos de los maoríes, lo que llevó a Tasman a llamarla Bahía de Moordenaar (Bahía de los Asesinos). Las investigaciones arqueológicas han demostrado que los holandeses habían intentado desembarcar en una importante zona agrícola, que los maoríes podrían haber tratado de proteger. Tasman vio al menos 22 waka. Registró que de los 11 waka que persiguieron a su barco, la mayoría tenía 17 hombres a bordo. Esto da un total de unos 200 hombres, con una población probable de unas 500 personas. Tasman llevaba ya cinco días en la bahía cuando fue atacado, lo que dio a los maoríes tiempo para reunir una fuerza de ataque. Las pruebas arqueológicas no han demostrado la existencia de grandes asentamientos, por lo que es probable que los iwi vivieran normalmente en grupos basados en whanau dispersos a lo largo de la costa, pero principalmente en la bahía oriental, en la playa de Ligar, la playa de Tata y la bahía de Wainui, donde hay 20 yacimientos arqueológicos conocidos en una zona de 10 km. 
En 1770, durante su primer viaje, el explorador inglés James Cook incluyó la bahía como parte de Blind Bay, pero en su segundo viaje a la bahía, en 1773, se dio cuenta de que en realidad se trataba de la ubicación de Murderers Bay. El explorador francés Jules Dumont d'Urville parece que cambió el nombre a Massacre Bay.
Tras la derrota de Ngāti Tūmatakōkiri en la década de 1810, Golden Bay pasó a formar parte del rohe de Ngāti Apa ki te Rā Tō.
Los asentamientos europeos comenzaron en octubre de 1842 con el asentamiento de la familia Lovell en Motupipi, cerca del emplazamiento de la pā maorí entonces existente. Anteriormente, en marzo de ese año, Frederick Tuckett había descubierto carbón en la playa cercana al pā de Motupipi. Existe un informe de mayo de 1841 en el que también se afirmaba que había carbón en la zona. En la década de 1840, tras los descubrimientos, la población local intentó sin éxito que se le cambiara el nombre por el de Coal Bay.
En 1846, Charles Heaphy y Thomas Brunner, con su guía maorí Kehu, pasaron por Golden Bay en su viaje a la Costa Oeste. En 1850, Packard, Robinson y Lovell pusieron en marcha el primer aserradero de Tākaka y, entre 1852 y 1856, algunos miembros de la iwi local vendieron tierras a varios inmigrantes europeos en Golden Bay, pero sin el consentimiento de toda la iwi. En 1855, William Gibbs compró 50 acres de tierra a los maoríes de la zona y estableció la ciudad de Gibbstown, que más tarde pasó a llamarse Collingwood.
A finales de la década de 1850, con el descubrimiento de oro en Aorere, su nombre se cambió por el de Golden Bay. En la Gran Depresión, los mineros volvieron a buscar el oro que quedaba en un plan de prospección subvencionado por el gobierno para los desempleados, y unos 40 mineros vivieron en una docena de cabañas alrededor de Waingaro Forks.
La carretera sobre Tākaka Hill se completó en 1888. Antes de esto, el método habitual de acceso a Golden Bay era por mar.
En 1895 se concedió un contrato de explotación de carbón a Joseph Taylor y James Walker para un terreno en Pūponga, en la costa entre Farewell Spit y Collingwood. Posteriormente descubrieron una veta de carbón de entre tres y siete pies de profundidad. Los trabajos de desarrollo de una mina avanzaron con la construcción de una línea de tranvía y un muelle, y se realizaron dragados para permitir que los barcos atracaran y se cargaran de carbón. En 1910, 73 hombres trabajaban en la mina y se habían extraído más de 30.000 toneladas de carbón. La mina fue explotada por varias empresas hasta 1974, cuando dejó de ser rentable.
Los yacimientos de limonita y carbón llevaron al desarrollo de una fábrica de hierro en Onekaka. La fábrica de hierro de Onekaka comenzó a funcionar en 1924. Se construyó un sistema hidroeléctrico para alimentar la fábrica de hierro y se construyeron un muelle y un ferrocarril para transportar los suministros y los productos dentro y fuera de la fábrica. La fábrica de hierro fue víctima de la gran depresión, un mercado local saturado de hierro y los aranceles australianos que limitaban el potencial de exportación. La fábrica de hierro cerró en 1935. La fábrica de hierro fue nacionalizada, pero los grandes planes para revitalizarla nunca tuvieron éxito y se cerró definitivamente en 1954.
El parque nacional Abel Tasman se creó el 16 de diciembre de 1942, exactamente 300 años después de que Abel Tasman visitara Golden Bay. Se estableció gracias a los decididos esfuerzos de Pérrine Moncrieff, que se preocupó tanto por una propuesta de talar los árboles de los alrededores de Totaranui en 1937 como por un plan para construir una carretera a través de la zona. El parque, que alberga bosques de hayas, tussock rojo, colonias de pingüinos, aves zancudas y focas, cuenta con ricos sistemas ecológicos.
Durante los años 60 y principios de los 70, el Ministerio de Obras Públicas inspeccionó el terreno donde ahora existe la pista Heaphy para proponer una carretera que uniera Golden Bay con Karamea. Las autoridades locales de Golden Bay y de la Costa Oeste lo alentaron. El proyecto nunca pasó de ahí debido a la oposición pública y a la falta de financiación del gobierno.
El parque forestal del Noroeste de Nelson se creó en 1970 mediante la fusión de ocho parques forestales estatales. La zona de Tasman Wilderness se estableció en 1988 y toda esta área recibió el máximo nivel de protección de conservación en 1996, cuando se convirtió en el parque nacional de Kahurangi. Es el segundo parque nacional más grande de Nueva Zelanda y constituye la mayor parte del interior de Golden Bay La razón principal de su creación fue un nuevo énfasis en la protección de la rica biodiversidad del parque. Cuenta con el mayor número de plantas endémicas de todos los parques nacionales. El parque incluye el gran kiwi moteado, wētās, 29 especies de caracoles carnívoros y arañas de cueva nativas.
En 1974 se puso en marcha el proyecto de regeneración de Milnethorpe Park. Para el proyecto se eligieron 400 acres de terreno con vistas a la playa y con suelos muy pobres. Inicialmente, las especies autóctonas no crecían en el terreno. Se plantaron diversos árboles de caucho australiano y acacias. A medida que crecían y las condiciones del suelo mejoraban, las especies autóctonas se establecían entre ellas. En 2020, el parque tenía un aspecto de bosque con muchos kilómetros de senderos construidos.

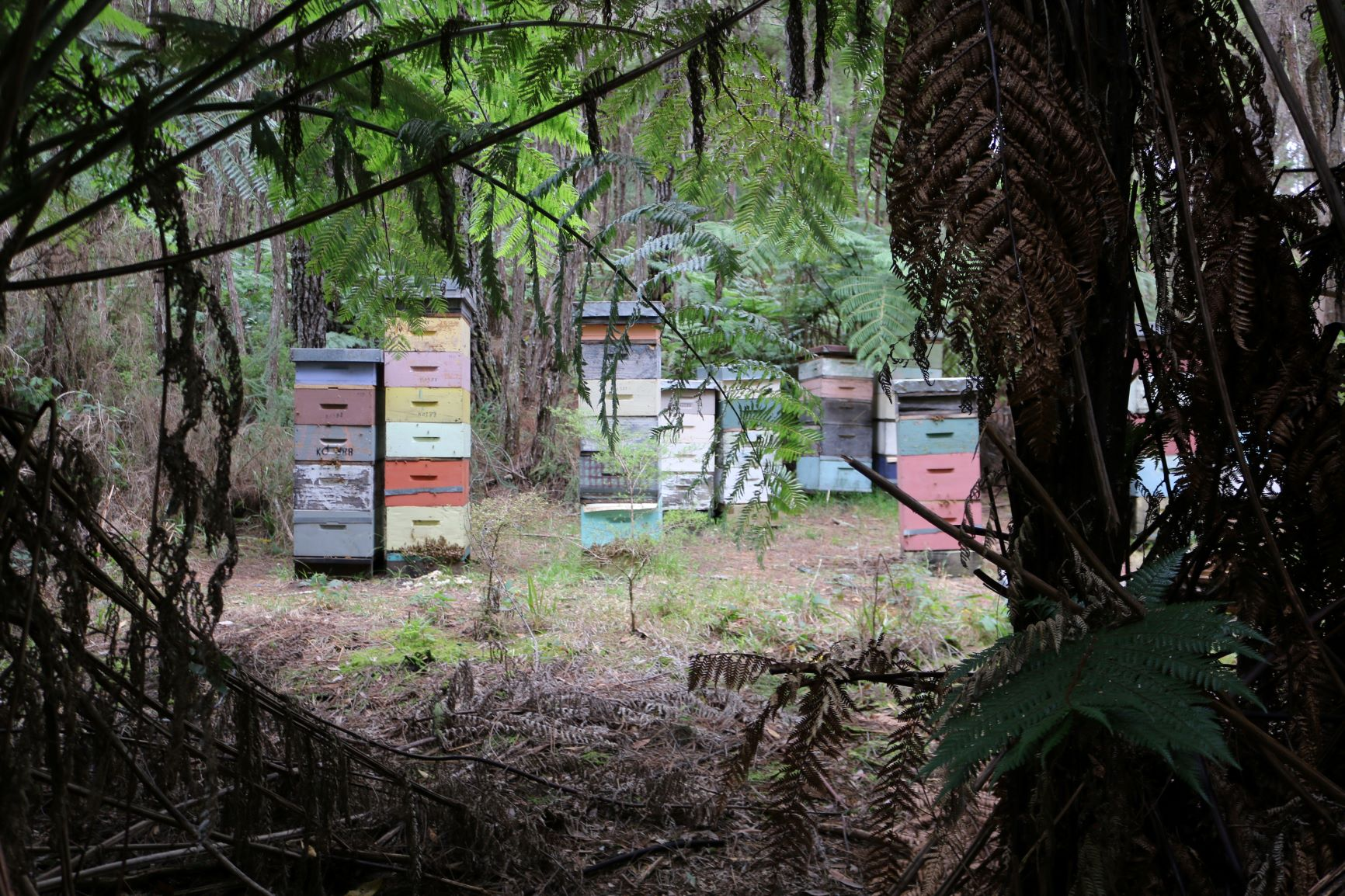
Colmenas en Milnthorpe Park (2020)

En diciembre de 2011, Golden Bay, así como gran parte de las regiones de Nelson y Tasmania, se vieron afectadas por fuertes lluvias e inundaciones. Se describió como un aguacero de 1 en 500 años para Tākaka. Esto afectó a muchos hogares alrededor de la zona de Pohara, Ligar Bay, Tata Beach y Wainui. La carretera estatal 60 entre Tākaka y Collingwood sufrió graves daños a la altura de Bird's Hill. La carretera a Totaranui, un popular destino turístico aislado en la bahía de Tasmania, sufrió graves daños y fue reabierta el 29 de junio de 2012.
En agosto de 2014, el nombre de la bahía se modificó oficialmente a Golden Bay / Mohua.
El ex ciclón Gita azotó Golden Bay en febrero de 2018 y dañó la carretera estatal 60 sobre la colina Tākaka, aislando Golden Bay del resto de la Isla Sur. La carretera sobre la colina de Tākaka quedó cerrada por 16 desprendimientos. Tākaka se quedó sin electricidad y las carreteras y los puentes resultaron dañados haciéndolos inutilizables. Se necesitaron barcazas para traer suministros de alimentos y mantener la fábrica de productos lácteos Fonterra en funcionamiento en Tākaka. La Agencia de Transporte de Nueva Zelanda tardó varios días en reabrir la carretera sobre la colina de Tākaka a los vehículos esenciales y a los que necesitaban salir de la región con mayor urgencia. La reparación de la carretera ha llevado mucho tiempo y trabajo, y se ha reparado por completo a finales de 20 21.

## Datos demográficos
El área estadística de Golden Bay/Mohua incluye Collingwood y Parapara. Tiene una extensión de 2.249,83 km2 [43] y una población estimada de 2.930 habitantes en junio de 2021, con una densidad de población de 1,3 personas por km2.
Golden Bay/Mohua tenía una población de 2.421 habitantes en el censo de Nueva Zelanda de 2018, un aumento de 111 personas (4,8%) desde el censo de 2013, y un aumento de 165 personas (7,3%) desde el censo de 2006. Había 975 hogares. Había 1.233 hombres y 1.188 mujeres, lo que da una proporción de sexo de 1,04 hombres por mujer. La edad media era de 49 años (frente a 37,4 años a nivel nacional), con 426 personas (17,6%) menores de 15 años, 276 (11,4%) de 15 a 29 años, 1.191 (49,2%) de 30 a 64 años y 531 (21,9%) de 65 años o más.
Las etnias eran el 95,4% de europeos/Pākehā, el 7,1% de maoríes, el 0,7% de los pueblos del Pacífico, el 2,1% de asiáticos y el 2,0% de otras etnias (los totales suman más del 100%, ya que las personas podían identificarse con varias etnias).
La proporción de personas nacidas en el extranjero era del 23,0%, frente al 27,1% nacional. 
Aunque algunas personas se opusieron a dar su religión, el 67,7% no tenía religión, el 20,6% era cristiano, el 0,2% era hindú, el 0,1% era musulmán, el 0,6% era budista y el 2,6% tenía otras religiones.
De los mayores de 15 años, 456 (22,9%) personas tenían un título de grado o superior, y 303 (15,2%) no tenían ninguna cualificación formal. La mediana de los ingresos era de 25.500 dólares, frente a los 31.800 dólares a nivel nacional. La situación laboral de los mayores de 15 años era que 813 (40,8%) personas estaban empleadas a tiempo completo, 477 (23,9%) a tiempo parcial y 33 (1,7%) estaban en paro.
Durante los meses de verano, la población de Golden Bay aumenta considerablemente con los veraneantes que pasan sus vacaciones cerca de las playas de Golden Bay. Se ha informado de que el número de personas que se alojan en Golden Bay aumenta la población hasta 25.000 personas durante la temporada alta de vacaciones.

## Hidroelectricidad
En el valle de Cobb se encuentra la central hidroeléctrica de Cobb. El embalse se encuentra a 794 metros sobre el nivel del mar, en la confluencia de los ríos Tākaka y Cobb. La central está situada a 600 metros verticales y proporciona 32 MW de energía. La producción media anual es de 192 GWh. Se construyó entre 1936 y 1956. La construcción fue difícil debido a las condiciones meteorológicas, con una precipitación anual de más de 2.200 mm y nieve y fuertes heladas en invierno. La presa se planeó originalmente de hormigón, pero se consideró que no era adecuada y se construyó en su lugar una presa de tierra. Produjo energía por primera vez en 1944.

## Explotación del amianto
El amianto se descubrió en Golden Bay en 1882, en las montañas situadas detrás de Takaka. Se hicieron varios intentos de obtener cantidades comerciales en 1896 y 1908, pero los mineros tuvieron problemas con la aislada ubicación montañosa. En 1917, se bajaron 100 toneladas de amianto en caballo de carga. Con el desarrollo del proyecto hidroeléctrico de Cobb Valley y, en particular, de la carretera de acceso, la extracción de amianto se hizo viable. Se extrajeron 40 toneladas al mes hasta el cierre de la mina en 1945. La mina se reabrió en 1949 con ayuda del gobierno y la extracción continuó hasta 1964.

## El cemento de Golden Bay
Los componentes del cemento Portland estaban disponibles en Golden Bay y a principios de la década de 1880 se construyó una fábrica de cemento cerca de Collingwood, pero nunca se completó por falta de financiación. En 1909 se construyó una fábrica de cemento en Tarakohe, donde había mucha piedra caliza adecuada para extraer cerca de un fondeadero seguro. El producto final se enviaba a la Isla del Norte, donde había mucha demanda. En 1910 se construyó un muelle y, unos años más tarde, una carretera desde la fábrica de cemento que rodeaba las bahías hasta Pōhara. En 1928 se producían 50.000 toneladas de cemento al año. En 1955 se adquirió el buque MV Golden Bay para el transporte marítimo de cemento a granel. En 1988, los nuevos propietarios (Fletcher Challenge) cerraron la fábrica de cemento y transfirieron el nombre de Golden Bay Cement a su otra planta en Whangarei. En 1994, las instalaciones portuarias propiedad de la cementera se vendieron al Consejo del Distrito de Tasmania.

## Ganadería

### Explotación lechera
En 2009, había 83 explotaciones lecheras que abastecían a la fábrica de Fonterra en Tākaka. La fábrica transformaba unos 525.000 litros de leche al día en leche desnatada en polvo.